# قطعنامه ۱۲۱۸ شورای امنیت
قطعنامه  ۱۲۱۸ شورای امنیت سازمان ملل متحد که در تاریخ ۲۲ دسامبر ۱۹۹۸ تصویب شد، سندی بین‌المللی دربارهٔ بررسی وضعیت در قبرس است. این قطعنامه طی نشست ۳۹۵۹ام با ۱۵ رای موافق، ۰ مخالف و ۰ ممتنع تصویب شد.